# علم الفلك الرصدي

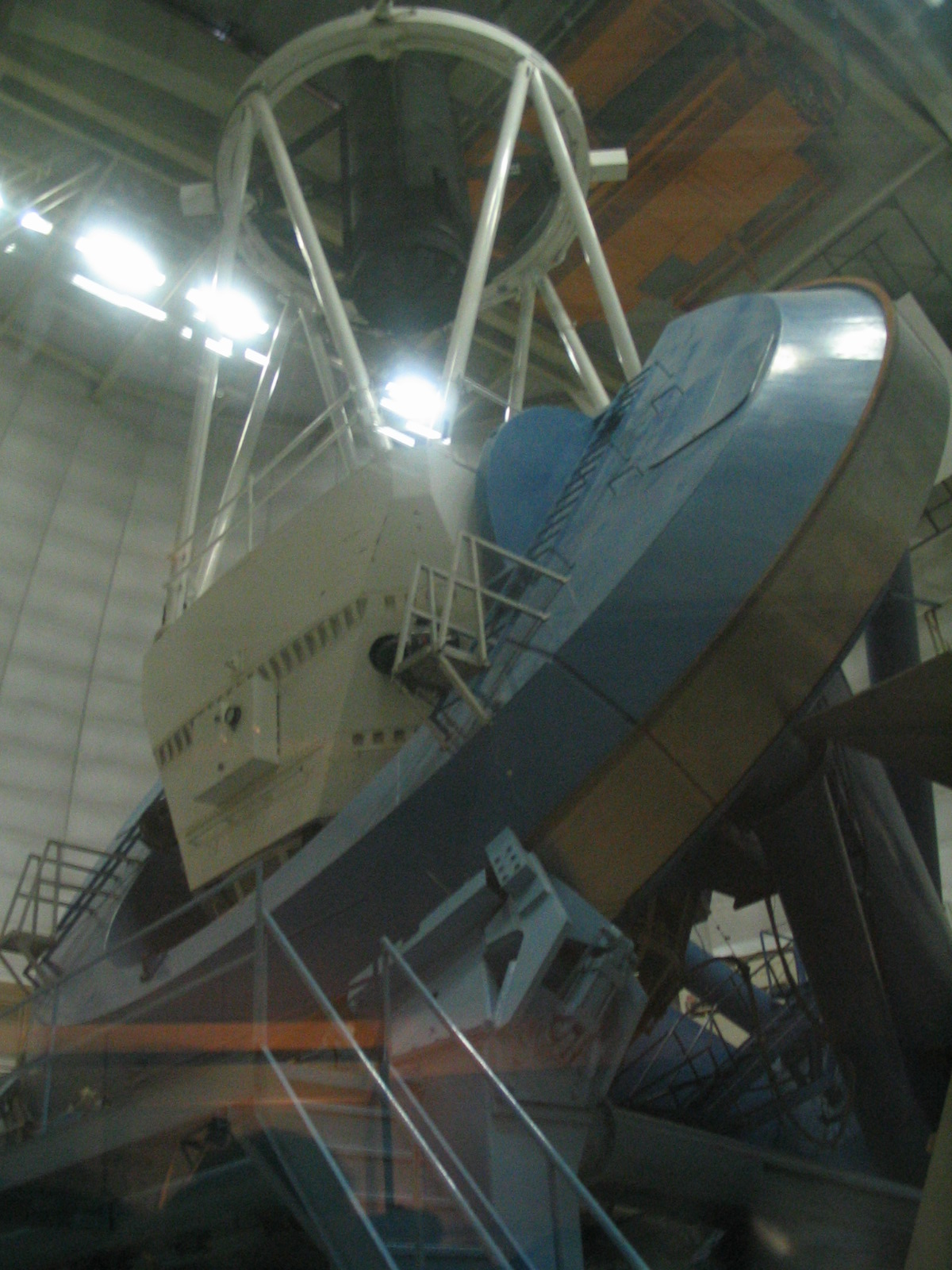
تلسكوب مايال Mayall من مرصد كيت بيك.

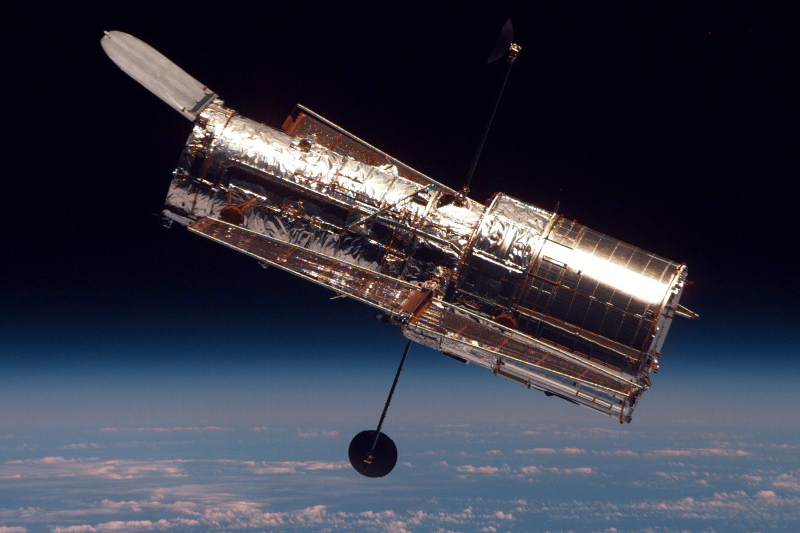
تلسكوب هابل الفضائي.

علم الفلك الرصدي  هو جزء من علم الفلك يهتم بإجراء الأرصاد الفلكية لمعرفة الكون، بنيته وتطوره ونشأته عن طريق المشاهدة بأجهزة مثل التلسكوبات وقياسات مثل أجهزة قياس الأشعة الكونية أو أجهزة قياس الأشعة الراديوية. هذا هو الفارق بين هذا العلم والفيزياء الفلكية النظرية التي تهتم أساسا معرفة الآثار التي يمكن قياسها المترتبة على النماذج الفيزيقية ومن ضمنها النسبية العامة. عمليا تكمل الطريقتان بعضهما البعض. الرصد هو الذي يفصل بين نظريات مختلفة.
كعلم من العلوم، فإن علم الفلك كان محدودا في الماضي بسبب قلة الوسائل العملية، فلم يعرف الإنسان التلسكوب إلا في القرن السابع عشر. هذا بالإضافة إلى بعد المسافة بيننا وبين النجوم وهي مسافات عظيمة.
ومن الأمثلة القريبة من ظواهر محددة، النجوم المتغيرة، أصبح علماء الفلك التجريبيين ابتكار أجهزة لقياس المنحنى الضوئي لتلك النجوم وتفسيرها. كذلك أصبح في مقدورهم اكتشاف مستعر أعظم مثل مستعر أعظم 1987 إيه الذي حدث عام 1987 في أحد نجوم سحابة ماجلان الكبرى، واستطاع العلماء قياس وهجه من أشعة إكس وما لحقه من توهج من الضوء المرئي وتتبعه بدقة عبر أشهر طويلة، ولا يزالون.
يعتمد علم الفلك الرصدي الحديث على قياسات لعدة أشعة منها ما يرى بالعين (الضوء المرئي) ومنها ملا تراه العين:
- أجهزة قياس أشعة غاما والأشعة السينية الصادرة من النجوم
- أجهزة قياس أشعة فوق البنفسجية
- أجهزة قياس أشعة تحت الحمراء
- أجهزة قياس الموجات الراديوية

هذا بالإضافة إلى ما تصوره تلسكوبات تسجل الضوء المرئي. أو تلسكوب فضاء مثل تلسكوب هابل الفضائي عندما يركز تصوير منطقة سحيقة في الكون يصل بعدها عنا 9 أو 10 مليارات سنة ضوئية، ويركز عليها ليصورها عدة ساعات متواصلة على لوح تسجيل وإلا لا يظهر شيئا على اللوح بسبب قلة الضوء الواصل إلينا.

## استعمال العين المجردة

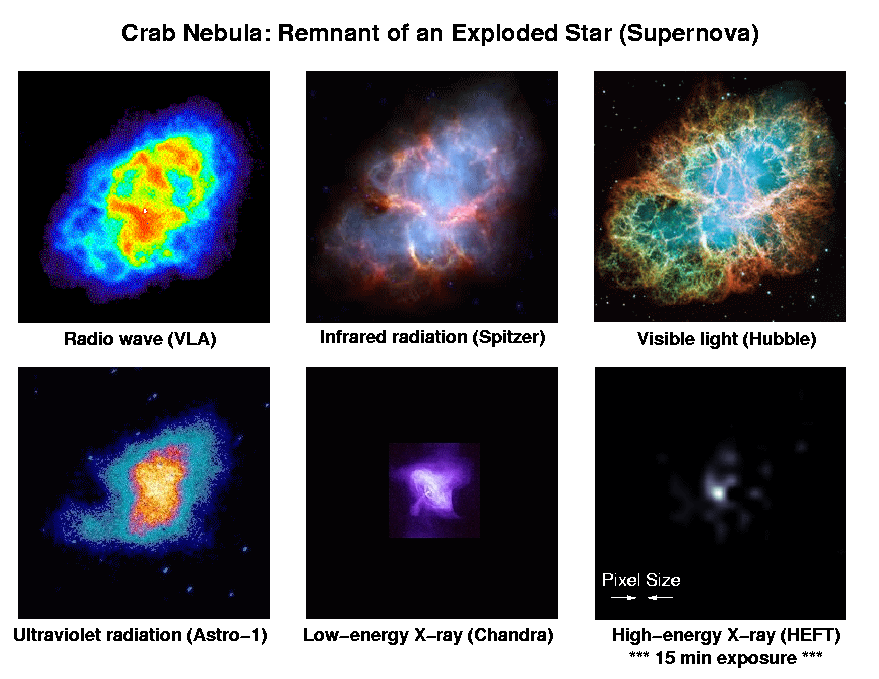
سديم السرطان: بقايا نجم منفجر (مستعر أعظم). الصور للضوء المرئي، وصور لأشعة أكس ذات أطوال موجة مختلفة تدل على شدة ارتفاع درجة حرارة المصدر، إلتقطتها تلسكوبات مختلفة، كل منها يرى حيز ضيق من أطوال الموجة. الصورة للضوء المرئي ترى إلى أعلى اليمين.

قبل اكتشاف المقراب، اعتمد علم الفلك والرصد على مساعدة العين المجردة والأدوات المختلفة لقياس الوقت والاتجاه. بالنسبة لعلماء الفلك المسلمين في القرون الوسطى لُوحظت عمليات المراقبة المنتظمة للسماء. البيانات التي جمعوها كان يستخدمها يوهانز كيبلر لصياغة قوانين حركة الكواكب.
على مدار التاريخ المسجل كان البشر يراقبون السماوات. الهياكل الحجرية القديمة بنيت كوسيلة لقياس مرور الزمن على أساس حركة الشمس. أنماط محددة من النجوم في السماء التي اوحت للناس صورا كالأبراج أو تكون مرتبطة بمواسم كالربع والخريف أو فيضان النيل. كما ساعدت على تعلم الحساب وتقسيم الشهر إلى أسابيع وتقسيم السنة إلى شهور.
العين يمكن أن تلحظ الكثير في السماء دون استخدام مقراب، نحو 6000 نجم. سجلت السجلات القديمة نجوما مشرقة جدا (انفجارات نجمية) التي من شأنها أن تظهر فجأة في السماء، حتى أمكن الناس رؤيتها أثناء النهار. وكانت هناك سجلات للمذنبات كنذر من الكوارث. وفي العصر الحديث، يتم جمع نيازك سقطت على السهول الجليدية لأنتاركتيكا، ودراستها لتحديد خصائصها وعلاقتها بخصائص الأرض والكواكب والكويكبات وحتى دراسة المريخ.

## تاريخ الرصد الفلكي

### قبل اختراع التلسكوب

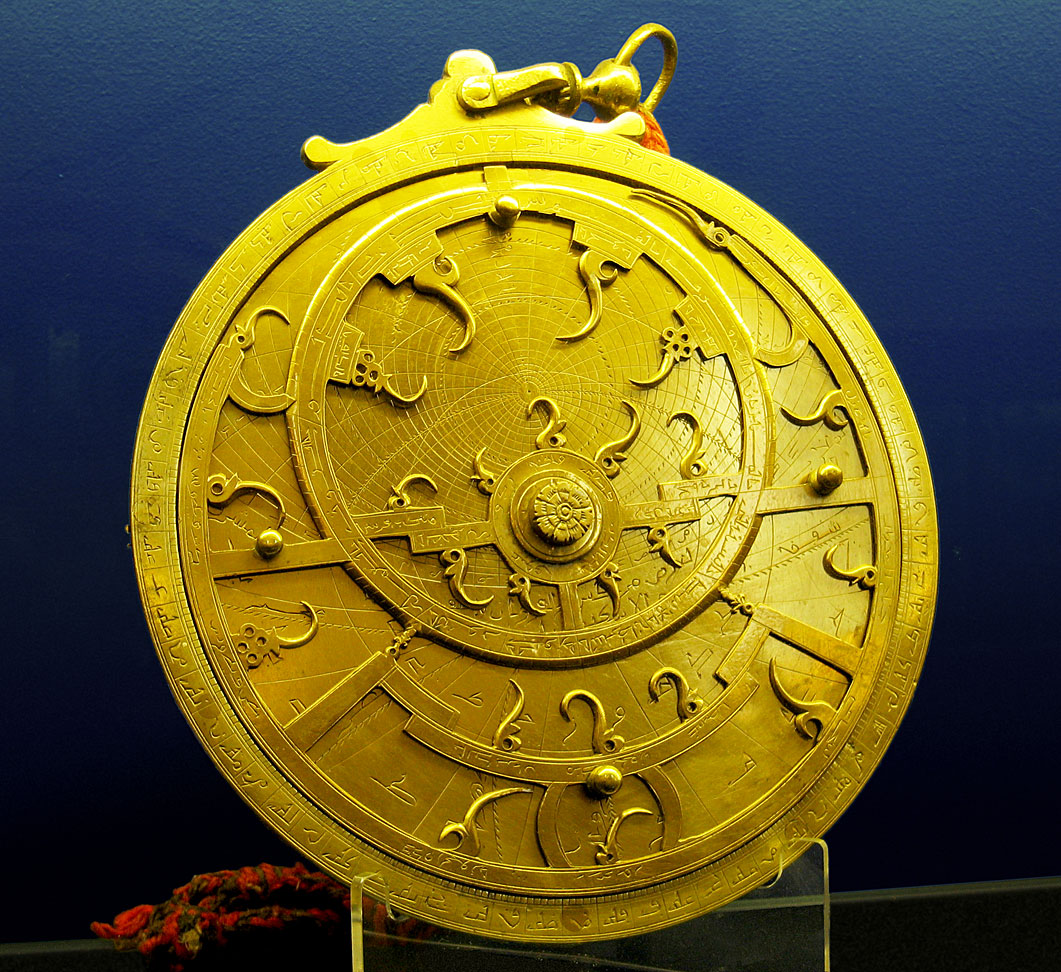
أسطرلاب إيراني من القرن 18.

لا يعرف تماما متى بدأ رصد السماء. استخدم قدماء المصريين تقويما منذ 3000 قبل الميلاد، وكانت مبنية على مشاهد الشعرى اليمانية (بالمصري القديم «سبا»). كما عرفت أشكال فلكية وبنايات لها اتجاهات معينة تتعلق بالشمس والنجوم في بلاد مختلفة من العالم، منها ما عثر عليه من الأشوريين وبابل والمايا.
وابتكر الإنسان أجهزة لتحديد مواقع النجوم مثل إبرخس اليوناني وبطليموس المصري خلال الألفية قبل الميلاد، واستخدمها العرب فيما بعد وعدلوها. ثم طورت تلك الأجهزة على يد تيخو براهي الدنماركي خلال القرن السادس عشر. واستخدم العرب الاسطرلاب اليوناني لحساب مواقع النجوم وقاموا بتعديله، وأصبح يستخدم لتحديد الوقت وتحديد بعض المواعيد مثل موعد شروق الشمس.

### القرن 17 حتى القرن 19

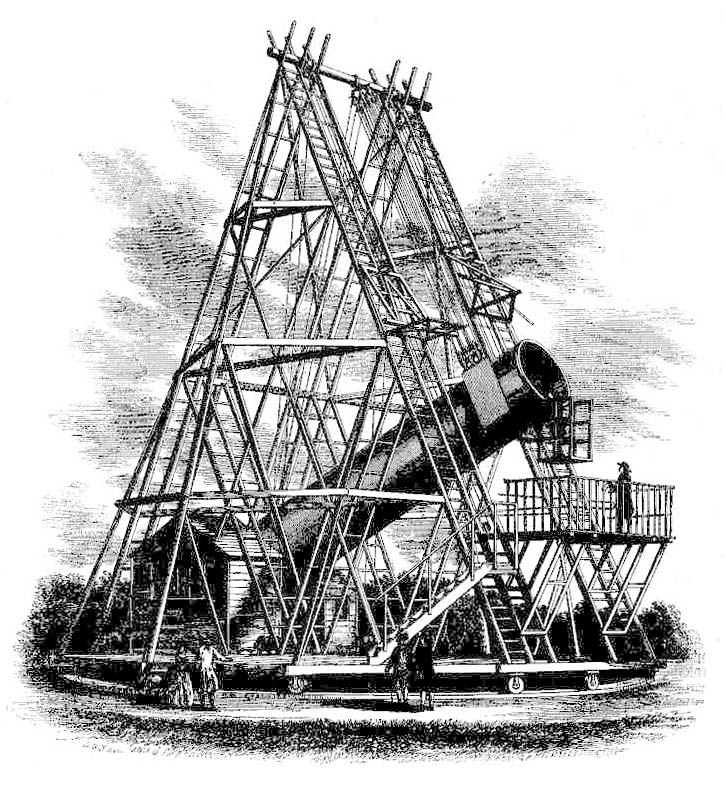
تلسكوب هرشل (طول 40 قدم) من عام 1789

بدأ تدوين بيانات الأجرام السماوية بواسطة التلسكوب الذي اخترعه جاليليو جاليلي في عام 1609 . وتطور الأمر باختراع تلسكوبات أكثر كفاءة من تلسكوب جاليليو. من أهم تلك الأجهزة مثلا تلسكوب مرآة الذي اخترعة جيمس غريغوري، ونفذوه لوران كاسجريان واسحاق نيوتن. ثم بدأ بناء تلسكوبات ضخمة من نوع تلسكوب المرآة قام وليام هيرشل ببناء واحدة منها في القرن الثامن عشر وويليام بارسونز في القرن التاسع عشر، إلى أن قام جورج هيلي بتشييد تلسكوب باتساع 100 بوصة في عام 1917 على مرصد جبل ويلسون.

سار تطور موازيا لهذا التقدم في مجال البصريات وطرق تركيب التلسكوب: فمند القرن 19 بدأت المطيافية (تحليل الضوء) تدخل مجال القياسات الفلكية. فقد استخدم هيرشل موشورا في عام 1800 لتحليل الضوء وترمومتر لرصد أشعة الشمس وعين ما بها من حرارة، وكان ذلك بدء علم فلك الأشعة تحت الحمراء. وبعدها بعدة سنوات قام وليام ولاستون ويوزيف فراونهوفر بتعيين خطوط طيف أشعة الشمس.
وفي عام 1852 قام جورج ستوكس بنشر رسالة علمية عن مشاهداته للاشعة فوق البنفسجية في أشعة الشمس. وفي منتصف القرن 19 قام روبرت بنزن وجوستاف كيرشوف بتعيين التركيب الكيميائي للشمس على أساس خطوط الطيف.
وسار التطور في ابتكار أنواع أكثر دقة للمطيافية ومنذ نهاية القرن 19 بدأ استخدام طرق التصوير، التي أعطت فتحت للرصد الفلكي مجالات أوسع للمشاهدة، وتوسعت بزيادة دقة الاجهزة وزيادة حساسية التقاط الصور.

### القرن 20 والقرن 21

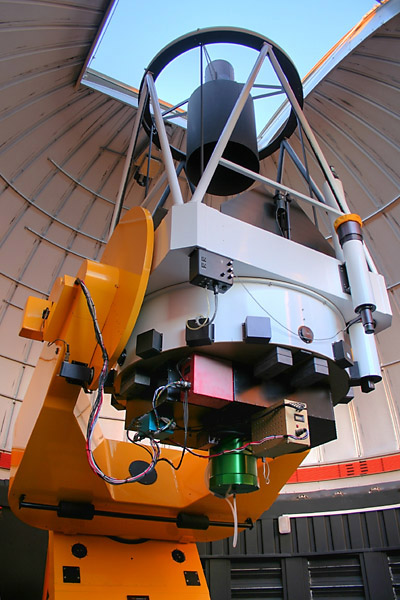
التلسكوب البولندي بمرآة 3و1 متر شيد في تشيلي في مرصد لاس كامباناس.

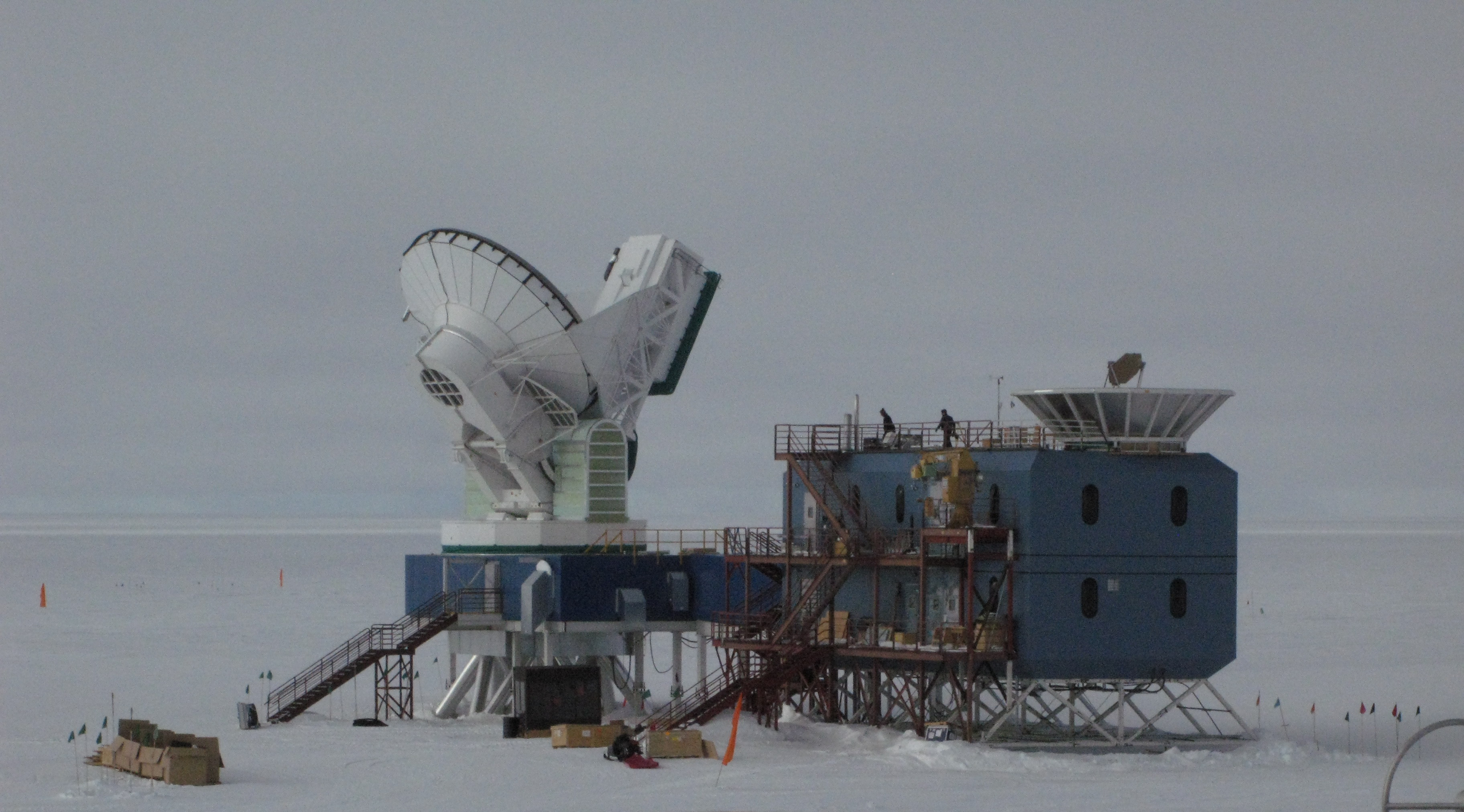
تلسكوب القطب الجنوبي (إلى اليسار) و أجهزة تجربة بيسيب 2 (إلى اليمين).

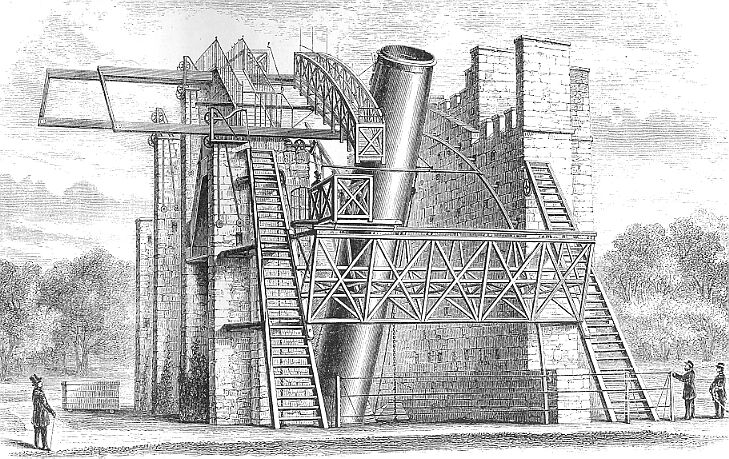
تلسكوب مرآة "ليفياتان" من عام 1860.

يتسم القرن العشرين باستخدام أجهزة مشاهدة وقياس إلكترونية وفي إجراء منظم للرصد وتوسيع المجالات بالنسبة للقياس في أطوال موجات. مختلفة من طيف الأشعة الكهرومغناطيسية. وقام كل من «كارل جانسكي» و«جروت ريبر» في عام 1930 بأرصاد في علم الفلك للأشعة الراديوية. وتطورت هذه الأرصاد بعد نهاية الحرب العالمية الثانية بفضل أجهزة الأتصالات اللاسلكية والرادار التي انتهى استخدامها الحربي، وايتخدمت بكثرة في البحث العلمي.
في الأربعينيات من القرن الماضي صنع أول صمام تضخيم ضوئي واستخدم لتعيين شدة الإضاءة. كما بدأت أول تجارب لتكوين الصورة بواسطة اجهزة إلكترونية، حتى توصلنا إلى استخدام مجسات سي سي دي.
ولقياس موجات في نطاق الموجات التي يمتصها الغلاف الجوي للارض بدأ إرسال التلسكوبات إلى الفضاء الكوني: وأجريت لأول مرة قياسات لـ الأشعة فوق البنفسجية في عام 1946. وقام بتلك القياسات علماء أمريكيون استخموا لها صاروخ ألماني فاو-2، كما قاموا بنفس الطريقة في عام 1949 بإجراء قياسات في نطاق الأشعة إكس خارج جو الأرض.
ومنذ 1970 بدأ الرصد «بالقمر الصناعي الفلكي للاشعة تحت الحمراء» IRAS الذ كان أول مرصد يدور حول الأرض يرصد الأشعة تحت الحمراء. ثم تبعه المسبار الفضائي Uhuru، وهو أول قمر صناعي يقيس أشعة إكس. وفي عام 1959 قام القمر الصناعي السوفييتي لونا 1 لأول مرة بقياسات لجرم آخر غير الأرض وهو القمر: وأجري أول هبوط على السطح الخلفي للقمر في نفس العام. وفي عام 1962 وصل المسبار مارينر 2 إلى كوكب آخر إلى الزهرة، وأرسلت مسبارات خلال العشر سنوات التالية جميع الكواكب الكبيرة في المجموعة الشمسية.
بدأ علم فيزياء الجسيمات الفلكية في عام 1912 بقيام «فيكتور هيس» بالارتفاع ببالون، وتبين له وجود طبقات في غلاف الأرض متأينة أتية من الكون. إلا أنه تبين خلال عشرات السنين التالية أنها جسيمات أولية سريعة. وبابتكار أجهزة أكثر دقة كمكشافات الجسيمات أصبح إجراء قياسات للأشعة الكونية ممكنا. ومنذ عام 1983 تم بناء مكشافات للنيوتربنو ضخمة، استطاع العلماء بها قياس نيوترنوات الشمس، ونيوترينوات من مستعر أعظم 1987 إيه الذي حدث في عام 1978 في سحابة ماجلان الكبرى، كذلك قيست نيوترينوات آتية من خارج المجموعة الشمسية.
يهتم الرصد الفلكي حاليا بالقيام برصد أكثر دقة عما سبق، واستغلال أفضل لنطاقات طيف الأشعة الكهرومغناطيسية وترابطها مع بعضها البعض. وكذلك بتجميع عدد كبير من القياسات والبيانات عن النجوم ومجرة درب التبانة ومجرات في الكون. من ضمنها مراصد جديدة على متن أقمار صناعية، مثل تلسكوب هابل الفضائي. وتطوير طرق الرصد من الأرض مثل بصريات مكيفة وبصريات نشيطة، وكذلك بناء مكشافات لموجات الجاذبية، يكون في وسعها اكتشاف أنماط جديدة للمشاهدة.
تتطلب مشاريع ضخمة مثل مصفوف الترددات المنخفضة LOFAR من الأجهزة الحاسبة وبنيات الحواسيب الكبيرة كفاءات عالية في نقل البيانات المجمعة الكثيرة ومعاملتها وتخزينها.

## اقرأ أيضا
- علم الفلك
- رصد فلكي
- رصد فلكي بالعين المجردة
- قوس المراقبة
- علم الفلك الزمني
- علم الفلك النظري